# Mistrzostwa świata do lat 18 w hokeju na lodzie mężczyzn 2017/Elita
19. Mistrzostwa Świata do lat 18 w hokeju na lodzie mężczyzn 2017 rozgrywano w słowackim Popradzie i Nowej Wsi Spiskiej, w dniach od 13 do 23 kwietnia 2017 roku. Mecze odbywały się w Słowacji po raz drugi w historii. W poprzednich mistrzostwach złoty medal zdobyli Finowie po wygranej w finale nad Szwecją.
Mistrzami zostali zawodnicy Stanów Zjednoczonych, którzy w finale pokonali obrońców tytułu 4:2.

## Organizacja
Lodowiska
| Stadion Zimowy Pojemność: 4500 | Spiš Aréna Pojemność: 5500 |
| ------------------------------ | -------------------------- |
|                                |                            |
| Poprad                         | Nowa Wieś Spiska           |

W tej części mistrzostw uczestniczy 10 najlepszych drużyn na świecie. System rozgrywania meczów jest inny niż w niższych dywizjach. Najpierw drużyny rozgrywają mecze w fazie grupowej (2 grupy po 5 zespołów), systemem każdy z każdym. Cztery pierwsze zespoły w fazie grupowej awansują do ćwierćfinałów. Najsłabsze drużyny z każdej z grup zagrają w fazie play-off do dwóch zwycięstw. Drużyna, która przegra dwukrotnie spada do niższej dywizji.

## Sędziowie
IIHF wyznaczyło 12 głównych arbitrów oraz 10 liniowych, którzy prezentują się następująco:
| Sędziowie główni - Manuel Nikolic - Alexandre Garon - Trpimir Pragić - Oldrich Hejduk - Lassi Heikkinen - Liam Sewell - Marc Iwert - Robert Hallin - Artur Kuljew - Alex Dipietro - Mikael Holm - Stephen Thomson | Liniowi - Michael Harrington - Jiri Ondracek - Markus Hagerstrom - Thomas Caillot - Park Jun-soo - Kriss Kupcus - Lukas Kacej - Roman Vyleta - Emil Yletyinen - William Hancock |

## Faza grupowa
Godziny podane w czasie lokalnym (UTC+02:00)
Grupa A
| 13 kwietnia 2017 | Łotwa | 1:4 | Kanada | Zimný štadión mesta, Poprad |

| Szczegóły      | Szczegóły               | Szczegóły       | Szczegóły                                                                                    | Szczegóły                                                                |
| -------------- | ----------------------- | --------------- | -------------------------------------------------------------------------------------------- | ------------------------------------------------------------------------ |
| Godzina: 15:30 | R. Paskausks (EQ) 18:08 | (1:1, 0:2, 0:1) | 11:50 (PS) S. Mattheos 23:36 (PP) M. Comtois 28:26 (EQ) I. Ratcliffe 50:48 (EQ) M. Entwistle | Widzów: 1435 Sędzia główny: Alex Dipietro Sędziowie liniowi: Mikael Holm |
| Godzina: 15:30 | 16 min. kar             |                 | 32 min. kar                                                                                  | Widzów: 1435 Sędzia główny: Alex Dipietro Sędziowie liniowi: Mikael Holm |

| 13 kwietnia 2017 | Słowacja | 4:5 | Finlandia | Zimný štadión mesta, Poprad |

| Szczegóły      | Szczegóły                                                                                | Szczegóły       | Szczegóły | Szczegóły                                                                  |
| -------------- | ---------------------------------------------------------------------------------------- | --------------- | --- | -------------------------------------------------------------------------- |
| Godzina: 19:30 | P. Hrehorčák (EQ) 29:18 P. Hrehorčák (PP) 31:20 M. Kupec (EQ) 35:53 A. Stacho (EQ) 36:57 | (0:1, 4:3, 0:1) | 09:55 (EQ) K. Vesalainen 23:46 (EQ) A. Talvitie 28:59 (PP) K. Vesalainen 38:40 (EQ) J. Ylönen 52:17 (EQ) A. Talvitie | Widzów: 3935 Sędzia główny: Alexandre Garon Sędziowie liniowi: Liam Sewell |
| Godzina: 19:30 | 4 min. kar                                                                               |                 | 6 min. kar | Widzów: 3935 Sędzia główny: Alexandre Garon Sędziowie liniowi: Liam Sewell |

| 14 kwietnia 2017 | Szwajcaria | 4:0 | Łotwa | Zimný štadión mesta, Poprad |

| Szczegóły      | Szczegóły                                                                                        | Szczegóły       | Szczegóły   | Szczegóły                                                                  |
| -------------- | ------------------------------------------------------------------------------------------------ | --------------- | ----------- | -------------------------------------------------------------------------- |
| Godzina: 19:30 | N. Eggenberger (EQ) 02:57 P. Kurashev (EQ) 13:12 J. Sigrist (PP) 27:40 N. Eggenberger (EQ) 43:50 | (2:0, 1:0, 1:0) |             | Widzów: 1210 Sędzia główny: Artur Kulew Sędziowie liniowi: Trpimir Piragić |
| Godzina: 19:30 | 8 min. kar                                                                                       |                 | 10 min. kar | Widzów: 1210 Sędzia główny: Artur Kulew Sędziowie liniowi: Trpimir Piragić |

| 15 kwietnia 2017 | Finlandia | 5:1 | Szwajcaria | Zimný štadión mesta, Poprad |

| Szczegóły      | Szczegóły                                                                                                   | Szczegóły       | Szczegóły            | Szczegóły                                                                 |
| -------------- | --- | --------------- | -------------------- | ------------------------------------------------------------------------- |
| Godzina: 15:30 | L. Nyman (PP) 07:28 L. Nyman (EQ) 16:14 J. Kotkaniemi (EQ) 32:14 J. Ikonen (EQ) 33:19 O. Latvala (EQ) 47:53 | (2:0, 2:0, 1:1) | 47:40 (EQ) N. Müller | Widzów: 1962 Sędzia główny: Mikael Holm Sędziowie liniowi: Manuel Nikolic |
| Godzina: 15:30 | 6 min. kar                                                                                                  |                 | 4 min. kar           | Widzów: 1962 Sędzia główny: Mikael Holm Sędziowie liniowi: Manuel Nikolic |

| 15 kwietnia 2017 | Kanada | 4:3 pd. | Słowacja | Zimný štadión mesta, Poprad |

| Szczegóły      | Szczegóły                                                                                 | Szczegóły            | Szczegóły                                                       | Szczegóły                                                                     |
| -------------- | ----------------------------------------------------------------------------------------- | -------------------- | --------------------------------------------------------------- | ----------------------------------------------------------------------------- |
| Godzina: 19:30 | K. Olson (EQ) 18:18 S. Mattheos (EQ) 18:36 I. Ratcliffe (EQ) 19:49 S. Mattheos (EQ) 62:38 | (3:1, 0:1, 0:1, 1:0) | 08:37 (PP) A. Liška 36:34 (EQ) P. Hrehorčák 42:38 (SH) A. Liška | Widzów: 4318 Sędzia główny: Oldřich Hejduk Sędziowie liniowi: Trpimir Piragić |
| Godzina: 19:30 | 28 min. kar                                                                               |                      | 10 min. kar                                                     | Widzów: 4318 Sędzia główny: Oldřich Hejduk Sędziowie liniowi: Trpimir Piragić |

| 16 kwietnia 2017 | Łotwa | 2:7 | Finlandia | Zimný štadión mesta, Poprad |

| Szczegóły      | Szczegóły                                     | Szczegóły       | Szczegóły | Szczegóły                                                                    |
| -------------- | --------------------------------------------- | --------------- | --- | ---------------------------------------------------------------------------- |
| Godzina: 19:30 | E. Petrovs (EQ) 11:59 R. Paškausks (EQ) 28:51 | (1:2, 1:3, 0:2) | 12:44 (EQ) U. Vaakanainen 13:51 (PP) J. Ikonen 31:09 (PP) J. Ikonen 31:52 (PP) J. Ylönen 39:14 (EQ) J. Ikonen 42:58 (EQ) K. Vesalainen 55:45 (EQ) J. Ylönen | Widzów: 1116 Sędzia główny: Robert Hallin Sędziowie liniowi: Stephen Thomson |
| Godzina: 19:30 | 12 min. kar                                   |                 | 6 min. kar | Widzów: 1116 Sędzia główny: Robert Hallin Sędziowie liniowi: Stephen Thomson |

| 17 kwietnia 2017 | Kanada | 7:3 | Szwajcaria | Zimný štadión mesta, Poprad |

| Szczegóły      | Szczegóły | Szczegóły       | Szczegóły                                                         | Szczegóły                                                                |
| -------------- | --- | --------------- | ----------------------------------------------------------------- | ------------------------------------------------------------------------ |
| Godzina: 15:30 | J. Studnicka (EQ) 09:44 C. Glass (EQ) 12:29 J. Studnicka (EQ) 23:31 C. Glass (EQ) 41:15 K. Olson (EQ) 49:47 S. Mattheos (EN) 57:35 M. Entwistle (EQ) 59:19 | (2:0, 1:2, 4:1) | 32:33 (SH) K.Weibel 38:35 (PP) Kurashev 56:07 (EQ) N. Eggenberger | Widzów: 1562 Sędzia główny: Robert Hallin Sędziowie liniowi: Liam Sewell |
| Godzina: 15:30 | 12 min. kar |                 | 6 min. kar                                                        | Widzów: 1562 Sędzia główny: Robert Hallin Sędziowie liniowi: Liam Sewell |

| 17 kwietnia 2017 | Słowacja | 4:0 | Łotwa | Zimný štadión mesta, Poprad |

| Szczegóły      | Szczegóły                                                                               | Szczegóły     | Szczegóły   | Szczegóły                                                                 |
| -------------- | --------------------------------------------------------------------------------------- | ------------- | ----------- | ------------------------------------------------------------------------- |
| Godzina: 19:30 | M. Havrila (EQ) 17:05 A. Ružička (PP) 26:47 M. Roman (EQ) 31:06 M. Fehérváry (PP) 42:56 | 1:0, 2:0, 1:0 |             | Widzów: 4496 Sędzia główny: Lassi Heikkinen Sędziowie liniowi: Marc Iwert |
| Godzina: 19:30 | 16 min. kar                                                                             |               | 43 min. kar | Widzów: 4496 Sędzia główny: Lassi Heikkinen Sędziowie liniowi: Marc Iwert |

| 18 kwietnia 2017 | Finlandia | 6:3 | Kanada | Zimný štadión mesta, Poprad |

| Szczegóły      | Szczegóły | Szczegóły       | Szczegóły                                                         | Szczegóły                                                             |
| -------------- | --- | --------------- | ----------------------------------------------------------------- | --------------------------------------------------------------------- |
| Godzina: 15:30 | K. Vesalainen (PP) 00:56 K. Vesalainen (EQ) 20:30 M.Heiskanen (EQ) 26:56 S. Virtanen (SH) 32:37 T. Engberg (EQ) 41:24 K. Vesalainen (EN) 58:22 | (1:1, 3:1, 2:1) | 03:55 (EQ) J. Studnicka 38:38 (EQ) J. Woo 51:18 (PP) M. Entwistle | Widzów: 2201 Sędzia główny: Marc Iwert Sędziowie liniowi: Artur Kulew |
| Godzina: 15:30 | 8 min. kar |                 | 12 min. kar                                                       | Widzów: 2201 Sędzia główny: Marc Iwert Sędziowie liniowi: Artur Kulew |

| 18 kwietnia 2017 | Szwajcaria | 1:2 | Słowacja | Zimný štadión mesta, Poprad |

| Szczegóły      | Szczegóły              | Szczegóły       | Szczegóły                                | Szczegóły                                                                  |
| -------------- | ---------------------- | --------------- | ---------------------------------------- | -------------------------------------------------------------------------- |
| Godzina: 19:30 | P. Kurashev (EQ) 32:04 | (0:0, 1:1, 0:1) | 31:20 (EQ) M. Fafrák 41:40 (EQ) J. Baláž | Widzów: 4496 Sędzia główny: Mikael Holm Sędziowie liniowi: Stephen Thomson |
| Godzina: 19:30 | 2 min. kar             |                 | 2 min. kar                               | Widzów: 4496 Sędzia główny: Mikael Holm Sędziowie liniowi: Stephen Thomson |

Tabela
| Lp. | Zespół     | M | Pkt | Z | Zd | Pd | P | G+ | G- | +/− |
| --- | ---------- | - | --- | - | -- | -- | - | -- | -- | --- |
| 1.  | Finlandia  | 4 | 12  | 4 | 0  | 0  | 0 | 23 | 10 | +13 |
| 2.  | Kanada     | 4 | 8   | 2 | 1  | 0  | 1 | 18 | 13 | +5  |
| 3.  | Słowacja   | 4 | 7   | 2 | 0  | 1  | 1 | 13 | 10 | +3  |
| 4.  | Szwajcaria | 4 | 3   | 1 | 0  | 0  | 3 | 9  | 14 | -5  |
| 5.  | Łotwa      | 4 | 0   | 0 | 0  | 0  | 4 | 3  | 19 | -16 |

    = awans do ćwierćfinałów     = baraż o utrzymanie
Grupa B
| 13 kwietnia 2017 | Białoruś | 0:7 | Stany Zjednoczone | Spiš Aréna, Nowa Wieś Spiska |

| Szczegóły      | Szczegóły  | Szczegóły       | Szczegóły | Szczegóły                                                                  |
| -------------- | ---------- | --------------- | --- | -------------------------------------------------------------------------- |
| Godzina: 15:30 |            | (0:0, 0:5, 0:2) | 01:44 (EQ) N. Pastujov 22:26 (EQ) S. Reedy 27:50 (EQ) O. Wahlstrom 33:00 (SH) S. Dhooghe 36:33 (EQ) O. Wahlstrom 42:34 (EQ) G. Mismash 44:55 (EQ) D. Farrance | Widzów: 567 Sędzia główny: Robert Hallin Sędziowie liniowi: Oldřich Hejduk |
| Godzina: 15:30 | 0 min. kar |                 | 8 min. kar | Widzów: 567 Sędzia główny: Robert Hallin Sędziowie liniowi: Oldřich Hejduk |

| 13 kwietnia 2017 | Rosja | 3:1 | Szwecja | Spiš Aréna, Nowa Wieś Spiska |

| Szczegóły      | Szczegóły                                                                | Szczegóły       | Szczegóły                | Szczegóły                                                                 |
| -------------- | ------------------------------------------------------------------------ | --------------- | ------------------------ | ------------------------------------------------------------------------- |
| Godzina: 19:30 | K. Maksimow (EQ) 42:13 A. Swecznikow (EQ) 51:02 A. Swecznikow (EN) 59:58 | (0:1, 0:0, 3:0) | 09:05 (PP) E. Brännström | Widzów: 2350 Sędzia główny: Marc Iwert Sędziowie liniowi: Stephen Thomson |
| Godzina: 19:30 | 12 min. kar                                                              |                 | 8 min. kar               | Widzów: 2350 Sędzia główny: Marc Iwert Sędziowie liniowi: Stephen Thomson |

| 14 kwietnia 2017 | Czechy | 7:4 | Białoruś | Spiš Aréna, Nowa Wieś Spiska |

| Szczegóły      | Szczegóły | Szczegóły       | Szczegóły                                                                             | Szczegóły                                                                     |
| -------------- | --- | --------------- | ------------------------------------------------------------------------------------- | ----------------------------------------------------------------------------- |
| Godzina: 19:30 | K. Hrabík (PP) 02:13 J. Hladonik (SH) 05:41 Kondelík (EQ) 30:25 F. Král (EQ) 30:49 M. Kaut (PP) 33:38 J. Kern (EQ) 34:01 F. Chytil (EQ) 50:17 | (2:1, 4:1, 1:2) | 19:59 (SH) I. Martynou 36:18 (EQ) D. Kot 58:26 (PS) I. Martynou 59:51 (EQ) A. Baltruk | Widzów: 2231 Sędzia główny: Lassi Heikkinen Sędziowie liniowi: Manuel Nikolic |
| Godzina: 19:30 | 28 min. kar |                 | 32 min. kar                                                                           | Widzów: 2231 Sędzia główny: Lassi Heikkinen Sędziowie liniowi: Manuel Nikolic |

| 15 kwietnia 2017 | Stany Zjednoczone | 5:4 | Rosja | Spiš Aréna, Nowa Wieś Spiska |

| Szczegóły      | Szczegóły | Szczegóły       | Szczegóły                                                                                   | Szczegóły                                                                      |
| -------------- | --- | --------------- | ------------------------------------------------------------------------------------------- | ------------------------------------------------------------------------------ |
| Godzina: 15:30 | G. Mismash (EQ) 33:57 R. Poehling (EQ) 36:28 R. Poehling (SH) 39:30 J. Norris (EQ) 41:16 E. Barratt (EQ) 49:59 | (0:1, 3:0, 2:3) | 10:59 (SH) P. Koltygin 45:19 (EQ) M. Bitsadze 56:33 (PP) K. Slepec 57:09 (EQ) I. Czechowicz | Widzów: 5503 Sędzia główny: Alexandre Garon Sędziowie liniowi: Lassi Heikkinen |
| Godzina: 15:30 | 10 min. kar |                 | 10 min. kar                                                                                 | Widzów: 5503 Sędzia główny: Alexandre Garon Sędziowie liniowi: Lassi Heikkinen |

| 15 kwietnia 2017 | Szwecja | 3:2 | Czechy | Spiš Aréna, Nowa Wieś Spiska |

| Szczegóły      | Szczegóły                                                             | Szczegóły       | Szczegóły                               | Szczegóły                                                                |
| -------------- | --------------------------------------------------------------------- | --------------- | --------------------------------------- | ------------------------------------------------------------------------ |
| Godzina: 19:30 | J. Peterson (EQ) 03:40 F. Zetterlund (EQ) 20:35 Gustafsson (EQ) 47:30 | (1:0, 1:1, 1:1) | 37:30 (PP) F. Zadina 46:08 (EQ) J. Kern | Widzów: 5126 Sędzia główny: Alex Dipietro Sędziowie liniowi: Artur Kulew |
| Godzina: 19:30 | 24 min. kar                                                           |                 | 24 min. kar                             | Widzów: 5126 Sędzia główny: Alex Dipietro Sędziowie liniowi: Artur Kulew |

| 16 kwietnia 2017 | Białoruś | 2:3 | Szwecja | Spiš Aréna, Nowa Wieś Spiska |

| Szczegóły      | Szczegóły                                      | Szczegóły       | Szczegóły                                                               | Szczegóły                                                             |
| -------------- | ---------------------------------------------- | --------------- | ----------------------------------------------------------------------- | --------------------------------------------------------------------- |
| Godzina: 19:30 | W. Jerjomenko (EQ) 12:38 A. Baltruk (EQ) 33:11 | (1:2, 1:0, 0:1) | 01:12 (EQ) D. Gustafsson 04:09 (EQ) K. Miketinac 59:48 (PP) E. Bemström | Widzów: 1503 Sędzia główny: Marc Iwert Sędziowie liniowi: Liam Sewell |
| Godzina: 19:30 | 8 min. kar                                     |                 | 8 min. kar                                                              | Widzów: 1503 Sędzia główny: Marc Iwert Sędziowie liniowi: Liam Sewell |

| 17 kwietnia 2017 | Stany Zjednoczone | 5:2 | Czechy | Spiš Aréna, Nowa Wieś Spiska |

| Szczegóły      | Szczegóły                                                                                                   | Szczegóły       | Szczegóły                                 | Szczegóły                                                                  |
| -------------- | --- | --------------- | ----------------------------------------- | -------------------------------------------------------------------------- |
| Godzina: 15:30 | B. Tkachuck (SH) 12:24 M. Gildon (EQ) 13:46 J. Tortora (EQ) 23:43 M. Gildon (EQ) 31:22 M. Gildon (PP) 58:00 | (2:1, 2:1, 1:0) | 01:51 (EQ) O. Machala 31:50 (EQ) O. Safin | Widzów: 3856 Sędzia główny: Mikael Holm Sędziowie liniowi: Trpimir Piragić |
| Godzina: 15:30 | 20 min. kar                                                                                                 |                 | 18 min. kar                               | Widzów: 3856 Sędzia główny: Mikael Holm Sędziowie liniowi: Trpimir Piragić |

| 17 kwietnia 2017 | Rosja | 4:1 | Białoruś | Spiš Aréna, Nowa Wieś Spiska |

| Szczegóły      | Szczegóły                                                                                       | Szczegóły       | Szczegóły            | Szczegóły                                                                   |
| -------------- | ----------------------------------------------------------------------------------------------- | --------------- | -------------------- | --------------------------------------------------------------------------- |
| Godzina: 19:30 | I. Czechowicz (PP) 28:11 K. Slepec (EQ) 29:28 A. Swecznikow (EQ) 50:11 I. Czechowicz (PP) 55:01 | (0:0, 2:1, 2:0) | 26:12 (EQ) A. Anosou | Widzów: 1123 Sędzia główny: Alex Dipietro Sędziowie liniowi: Oldřich Hejduk |
| Godzina: 19:30 | 16 min. kar                                                                                     |                 | 12 min. kar          | Widzów: 1123 Sędzia główny: Alex Dipietro Sędziowie liniowi: Oldřich Hejduk |

| 18 kwietnia 2017 | Szwecja | 1:5 | Stany Zjednoczone | Spiš Aréna, Nowa Wieś Spiska |

| Szczegóły      | Szczegóły                | Szczegóły       | Szczegóły | Szczegóły                                                                     |
| -------------- | ------------------------ | --------------- | --- | ----------------------------------------------------------------------------- |
| Godzina: 15:30 | F. Westerlund (PP) 39:01 | (0:2, 1:1, 0:2) | 08:40 (EQ) S. Dhooghe 19:37 (EQ) O. Wahlstrom 22:40 (PS) J. Farabee 50:45 (SH) R. Poehling 58:05 (PP) O. Wahlstrom | Widzów: 2354 Sędzia główny: Lassi Heikkinen Sędziowie liniowi: Manuel Nikolic |
| Godzina: 15:30 | 8 min. kar               |                 | 14 min. kar | Widzów: 2354 Sędzia główny: Lassi Heikkinen Sędziowie liniowi: Manuel Nikolic |

| 18 kwietnia 2017 | Czechy | 4:5 pd. | Rosja | Spiš Aréna, Nowa Wieś Spiska |

| Szczegóły      | Szczegóły                                                                            | Szczegóły            | Szczegóły | Szczegóły                                                                    |
| -------------- | ------------------------------------------------------------------------------------ | -------------------- | --- | ---------------------------------------------------------------------------- |
| Godzina: 19:30 | D. Kvasnička (EA) 17:21 F. Zadina (PP) 33:43 K. Hrabík (EA) 44:43 J. Kern (EQ) 48:40 | (1:1, 1:1, 2:2, 0:1) | 10:48 (PP) M. Rubinchik 29:31 (EQ) N. Szaszkow 43:23 (EQ) A. Swecznikow 57:55 (EQ) K. Maksimow 64:06 (EQ) M. Rubinchik | Widzów: 2764 Sędzia główny: Alexandre Garon Sędziowie liniowi: Robert Hallin |
| Godzina: 19:30 | 18 min. kar                                                                          |                      | 10 min. kar | Widzów: 2764 Sędzia główny: Alexandre Garon Sędziowie liniowi: Robert Hallin |

Tabela
| Lp. | Zespół            | M | Pkt | Z | Zd | Pd | P | G+ | G- | +/− |
| --- | ----------------- | - | --- | - | -- | -- | - | -- | -- | --- |
| 1.  | Stany Zjednoczone | 4 | 12  | 4 | 0  | 0  | 0 | 22 | 7  | +15 |
| 2.  | Rosja             | 4 | 8   | 2 | 1  | 0  | 1 | 16 | 11 | +5  |
| 3.  | Szwecja           | 4 | 6   | 2 | 0  | 0  | 2 | 8  | 12 | -4  |
| 4.  | Czechy            | 4 | 4   | 1 | 0  | 1  | 2 | 15 | 17 | -2  |
| 5.  | Białoruś          | 4 | 0   | 0 | 0  | 0  | 4 | 7  | 21 | -14 |

    = awans do ćwierćfinałów     = baraż o utrzymanie

## Baraż o utrzymanie
| 20 kwietnia 2017 | Białoruś | 2:0 | Łotwa | Spiš Aréna, Nowa Wieś Spiska |

| Szczegóły      | Szczegóły                                            | Szczegóły       | Szczegóły  | Szczegóły                                                                   |
| -------------- | ---------------------------------------------------- | --------------- | ---------- | --------------------------------------------------------------------------- |
| Godzina: 11:30 | I. Martynou (EQ) 38:53 W. Jerjomenko) (SH, EN) 59:23 | (0:0, 1:0, 1:0) |            | Widzów: 356 Sędzia główny: Alexandre Garon Sędziowie liniowi: Robert Hallin |
| Godzina: 11:30 | 16 min. kar                                          |                 | 6 min. kar | Widzów: 356 Sędzia główny: Alexandre Garon Sędziowie liniowi: Robert Hallin |

| 21 kwietnia 2017 | Łotwa | 3:2 | Białoruś | Spiš Aréna, Nowa Wieś Spiska |

| Szczegóły      | Szczegóły                                                    | Szczegóły       | Szczegóły                                   | Szczegóły                                                                     |
| -------------- | ------------------------------------------------------------ | --------------- | ------------------------------------------- | ----------------------------------------------------------------------------- |
| Godzina: 17:30 | V. Egle (PP) 08:23 D. Smirnovs (EQ) 37:06 V. Egle (EQ) 55:07 | (1:0, 1:1, 1:1) | 30:19 (EQ) S. Sapego 49:58 (PP) A. Pawlenko | Widzów: 309 Sędzia główny: Alexandre Garon Sędziowie liniowi: Trpimir Piragić |
| Godzina: 17:30 | 20 min. kar                                                  |                 | 10 min. kar                                 | Widzów: 309 Sędzia główny: Alexandre Garon Sędziowie liniowi: Trpimir Piragić |

| 23 kwietnia 2017 | Białoruś | 3:1 | Łotwa | Spiš Aréna, Nowa Wieś Spiska |

| Szczegóły      | Szczegóły                                                           | Szczegóły       | Szczegóły              | Szczegóły                                                            |
| -------------- | ------------------------------------------------------------------- | --------------- | ---------------------- | -------------------------------------------------------------------- |
| Godzina: 13:30 | I. Drozdow (EQ) 06:27 D. Derjabin (EQ) 19:25 A. Pawlenko (EQ) 44:00 | (2:0, 0:0, 1:1) | 50:33 (PP) V. Jašunovs | Widzów: 131 Sędzia główny: Marc Iwert Sędziowie liniowi: Liam Sewell |
| Godzina: 13:30 | 20 min. kar                                                         |                 | 2 min. kar             | Widzów: 131 Sędzia główny: Marc Iwert Sędziowie liniowi: Liam Sewell |

Rywalizacje wygrała drużyna Białorusi wynikiem 2:1.

## Faza pucharowa
Ćwierćfinały
| 20 kwietnia 2017 | Finlandia | 6:5 pd. | Czechy | Zimný štadión mesta, Poprad |

| Szczegóły      | Szczegóły | Szczegóły            | Szczegóły                                                                                                  | Szczegóły                                                                 |
| -------------- | --- | -------------------- | --- | ------------------------------------------------------------------------- |
| Godzina: 13:30 | M. Heiskanen (EQ) 02:19 L. Nyman (EQ) 14:09 U. Vaakanainen (PP) 18:26 A. Talvitie (EQ) 19:14 A. Talvitie (EQ) 25:24 S. Virtanen (EQ) 69:02 | (4:1, 1:3, 0:1, 1:0) | 07:11 (EQ) D. Mikyska 27:02 (PP) F. Chytil 32:00 (EQ) M. Škvrně 38:35 (PP) O. Machala 57:23 (EQ) F. Zadina | Widzów: 1194 Sędzia główny: Artur Kulew Sędziowie liniowi: Manuel Nikolic |
| Godzina: 13:30 | 12 min. kar |                      | 12 min. kar                                                                                                | Widzów: 1194 Sędzia główny: Artur Kulew Sędziowie liniowi: Manuel Nikolic |

| 20 kwietnia 2017 | Kanada | 3:7 | Szwecja | Spiš Aréna, Nowa Wieś Spiska |

| Szczegóły      | Szczegóły                                                          | Szczegóły       | Szczegóły | Szczegóły                                                                    |
| -------------- | ------------------------------------------------------------------ | --------------- | --- | ---------------------------------------------------------------------------- |
| Godzina: 15:30 | M. Strome (EQ) 21:58 M. Entwistle (EQ) 34:38 M. Comtois (EQ) 54:07 | (0:1, 2:3, 1:3) | 19:57 (EQ) F. Zetterlund 30:36 (EQ) O. Back 33:33 (EQ) J. Olofsson 39:38 (PP) R. Hugg 44:20 (EQ) J. Olofsson 48:30 (EQ) E. Brännström 57:53 (EN) I. Lundeström | Widzów: 2259 Sędzia główny: Alex Dipietro Sędziowie liniowi: Stephen Thomson |
| Godzina: 15:30 | 8 min. kar                                                         |                 | 2 min. kar | Widzów: 2259 Sędzia główny: Alex Dipietro Sędziowie liniowi: Stephen Thomson |

| 20 kwietnia 2017 | Rosja | 3:2 pd. | Słowacja | Zimný štadión mesta, Poprad |

| Szczegóły      | Szczegóły                                                              | Szczegóły            | Szczegóły                                  | Szczegóły                                                                  |
| -------------- | ---------------------------------------------------------------------- | -------------------- | ------------------------------------------ | -------------------------------------------------------------------------- |
| Godzina: 17:30 | I. Czechowicz (EQ) 05:36 I. Czechowicz (PP) 41:14 K. Slepec (EQ) 68:42 | (1:0, 0:2, 2:0, 1:0) | 30:35 (EQ) A. Ružička 34:02 (EQ) M. Fafrák | Widzów: 4496 Sędzia główny: Mikael Holm Sędziowie liniowi: Trpimir Piragić |
| Godzina: 17:30 | 6 min. kar                                                             |                      | 2 min. kar                                 | Widzów: 4496 Sędzia główny: Mikael Holm Sędziowie liniowi: Trpimir Piragić |

| 20 kwietnia 2017 | Stany Zjednoczone | 4:2 | Szwajcaria | Spiš Aréna, Nowa Wieś Spiska |

| Szczegóły      | Szczegóły                                                                                | Szczegóły       | Szczegóły                                   | Szczegóły                                                                 |
| -------------- | ---------------------------------------------------------------------------------------- | --------------- | ------------------------------------------- | ------------------------------------------------------------------------- |
| Godzina: 19:30 | N. Pastujov (EQ) 00:51 D. Farrance (EQ) 34:02 J. Norris (EQ) 56:43 J. Tortora (EQ) 57:10 | (1:0, 1:2, 2:0) | 23:51 (EQ) N. Hischier 30:49 (PP) N. Müller | Widzów: 2342 Sędzia główny: Oldřich Hejduk Sędziowie liniowi: Liam Sewell |
| Godzina: 19:30 | 6 min. kar                                                                               |                 | 20 min. kar                                 | Widzów: 2342 Sędzia główny: Oldřich Hejduk Sędziowie liniowi: Liam Sewell |

Półfinały
| 22 kwietnia 2017 | Finlandia | 2:1 pd. | Rosja | Zimný štadión mesta, Poprad |

| Szczegóły      | Szczegóły                                 | Szczegóły            | Szczegóły             | Szczegóły                                                                   |
| -------------- | ----------------------------------------- | -------------------- | --------------------- | --------------------------------------------------------------------------- |
| Godzina: 15:30 | J. Ylönen (PP) 25:14 T. Utunen (EQ) 67:01 | (0:0, 1:0, 0:1, 1:0) | 41:37 (EQ) K. Slepets | Widzów: 2936 Sędzia główny: Alex Dipietro Sędziowie liniowi: Manuel Nikolic |
| Godzina: 15:30 | 6 min. kar                                |                      | 10 min. kar           | Widzów: 2936 Sędzia główny: Alex Dipietro Sędziowie liniowi: Manuel Nikolic |

| 22 kwietnia 2017 | Stany Zjednoczone | 4:3 pd. | Szwecja | Zimný štadión mesta, Poprad |

| Szczegóły      | Szczegóły                                                                              | Szczegóły            | Szczegóły                                                               | Szczegóły                                                                  |
| -------------- | -------------------------------------------------------------------------------------- | -------------------- | ----------------------------------------------------------------------- | -------------------------------------------------------------------------- |
| Godzina: 19:30 | M. Pastujov (EQ) 10:28 M. Gildon (PP) 26:29 Q. Hughes (EQ) 47:50 S. Dhooghe (EQ) 69:39 | (1:0, 1:1, 1:2, 1:0) | 20:39 (EQ) J. Olofsson 44:11 (PP) F. Zetterlund 46:46 (EQ) M. Sylvegård | Widzów: 2732 Sędzia główny: Lassi Heikkinen Sędziowie liniowi: Artur Kulew |
| Godzina: 19:30 | 10 min. kar                                                                            |                      | 8 min. kar                                                              | Widzów: 2732 Sędzia główny: Lassi Heikkinen Sędziowie liniowi: Artur Kulew |

Mecz o trzecie miejsce
| 23 kwietnia 2017 | Rosja | 3:0 | Szwecja | Zimný štadión mesta, Poprad |

| Szczegóły      | Szczegóły                                                             | Szczegóły       | Szczegóły  | Szczegóły                                                                     |
| -------------- | --------------------------------------------------------------------- | --------------- | ---------- | ----------------------------------------------------------------------------- |
| Godzina: 15:30 | D. Galenjuk (PP) 16:27 D. Samorukow (EQ) 24:21 K. Maksimow (EN) 59:45 | (1:0, 1:0, 1:0) |            | Widzów: 2923 Sędzia główny: Oldřich Hejduk Sędziowie liniowi: Stephen Thomson |
| Godzina: 15:30 | 4 min. kar                                                            |                 | 4 min. kar | Widzów: 2923 Sędzia główny: Oldřich Hejduk Sędziowie liniowi: Stephen Thomson |

Finał
| 23 kwietnia 2017 | Stany Zjednoczone | 4:2 | Finlandia | Zimný štadión mesta, Poprad |

| Szczegóły      | Szczegóły                                                                              | Szczegóły       | Szczegóły                                       | Szczegóły                                                                      |
| -------------- | -------------------------------------------------------------------------------------- | --------------- | ----------------------------------------------- | ------------------------------------------------------------------------------ |
| Godzina: 19:30 | J. Norris (EQ) 03:51 J. Farabee (EQ) 26:29 J. Farabee (SH) 21:03 G. Mismask (PP) 31:03 | (2:0, 2:1, 0:1) | 27:05 (EQ) E. Rasanen 56:44 (EA) U. Vaakanainen | Widzów: 3904 Sędzia główny: Alexandre Garon Sędziowie liniowi: Trpimir Piragić |
| Godzina: 19:30 | 10 min. kar                                                                            |                 | 8 min. kar                                      | Widzów: 3904 Sędzia główny: Alexandre Garon Sędziowie liniowi: Trpimir Piragić |

## Statystyki
- Klasyfikacja strzelców:  Kristian Vesalainen (6 bramek)
- Klasyfikacja asystentów:  Miro Heiskanen (10 asyst)
- Klasyfikacja kanadyjska:  Kristian Vesalainen (13 punktów)
- Klasyfikacja +/−:  Miro Heiskanen,  Shean Dhooghe (+8)

## Nagrody
Najbardziej Wartościowy Zawodnik (MVP) turnieju  Kristian Vesalainen
Nagrody IIHF dla najlepszych zawodników:
- Bramkarz:  Maksim Żukow
- Obrońca:  Miro Heiskanen
- Napastnik:  Kristian Vesalainen

Skład Gwiazd turnieju:
- Bramkarz:  Dylan St. Cyr
- Obrońcy:  Miro Heiskanen,  Max Gildon
- Napastnicy:  Kristian Vesalainen,  Shean Dhooghe,  Iwan Czechowicz